# Josep Anton Garí i Siumell
Josep Anton Garí i Siumell (Vilanova i la Geltrú, 19 de gener de 1812 - Barcelona, 22 de febrer de 1895) fou un religiós mercedari, autor de la primera història de Vilanova.
Segon fill del matrimoni format per Joan Garí Vivó i Maria Siumell Sellés, va rebre a Vilanova el primer ensenyament i nocions de llatí. L'abril de 1819, quan tenia disset anys, ingressà al convent de la “real y militar orden de la Merced” de Barcelona, i rebé l'hàbit de l'orde. L'any següent fou enviat al convent de Tarragona, per cursar estudis de Filosofia i de Teologia. Abans d'haver-los acabat, el 1835, el sorprengué l'exclaustració. Com molts estudiants de diversos ordes religiosos de Catalunya, fou enviat a Roma per completar els estudis eclesiàstics, que acabà l'any 1839, any que celebrà la primera missa, probablement a Barcelona. El 1843 va fer una estada d'unes quantes setmanes a Terra Santa, que fou qualificada com “d'estudi i devoció”. Com a fruit d'aquest viatge, el 1845 publicà el seu primer llibre, Nuevo viaje a Jerusalén, en forma epistolar, trenta-cinc cartes, on explica què va veure i va estudiar a Palestina.
Durant el període d'exclaustració residia temporades a Vilanova, col·laborant amb la parròquia de Sant Antoni; en les principals solemnitats religioses actuava com a mestre de cerimònies. Sembla que gràcies a ell s'aconseguiren alguns llegats per fer diverses millores al temple, com la cúpula interior de l'altar major per sobre d'unes columnes que l'envoltaven i la col·locació d'una barana que vorejava la part alta de l'església. Impulsà el santuari o ermita de Lourdes-Loreto, construït per Ceferí Ferret i de Martí, a la carretera de l'Arboç, centre d'una devoció popular que estava en plena pujança a conseqüència de les recents “aspiracions” de la Verge Maria a la localitat de Lorda, al sud de França. També contribuí activament a la fundació del convent o monestir de les religioses Clarisses de la Divina Providència, dedicades des de l'inici a la vida contemplativa i a l'ensenyament de nenes pobres, que fou la primera comunitat femenina instal·lada a Vilanova, i el primer convent després de l'exclaustració i desaparició definitiva el 1835 dels carmelites descalços i dels caputxins. Garí aconseguí llegats i almoines per a la construcció de l'edifici, des del 1856 al 1858, any que s'hi instal·là la comunitat. Quan residia a Vilanova es dedicava a investigar els arxius de les parròquies, del municipi i alguns de particulars, per preparar una història de la vila.
Al llarg de la vida, va escriure i publicar diverses obres en el marc de l'orde mercedari, destinades especialment a ús dels seus membres. A més, va deixar diversos manuscrits, entre els quals hi havia una autobiografia. En total va escriure disset obres, no totes publicades.
Posseïa una vasta cultura en ciències eclesiàstiques, però també en història, humanitats i ciències naturals i fisicomatemàtiques. A més de les llengües castellana i catalana, i del llatí, coneixia el francès, l'italià i el grec. Dins de l'orde fou una personalitat destacada. El 1862 fou nomenat cronista general. Per aquests anys fou designat membre corresponent de l'Acadèmia de Bones Lletres de Barcelona. El 1868 fou cridat a Roma pel mestre general de l'orde per anomenar-lo adjunt seu i a la vegada secretari general de l'orde. Allà exercí com a mestre de novicis. Més tard fou procurador dels mercedaris descalços de Sicília. El 5 de desembre de 1869 fou nomenat procurador general de l'orde a la cúria romana. Sembla que el 1876 retornà definitivament a Barcelona. El 10 de gener de 1882, el superior general de l'orde el nomenà comissari provincial dels religiosos mercedaris a Catalunya, després del restabliment posterior a l'exclaustració de 1835, al qual Garí ajudà en l'ordre espiritual i material. El 1884, en restablir-se la província mercedària de l'antiga Corona d'Aragó, en fou nomenat el primer provincial, càrrec que ocupà fins a la mort.
El que li ha donat més anomenada a Vilanova ha estat la publicació del llibre Descripción e historia de la villa de Villanueva y Geltrú desde su fundación hasta nuestros días. Imprès el 1860 a la Impremta i llibreria de Leandre Creus, fou publicat en divuit fascicles de setze pàgines cada un, tal com llavors era força habitual, que es repartien als subscriptors conjuntament amb el Diario de Villanueva y Geltrú, que s'editava a la mateixa impremta. En total té 288 pàgines de 20,5 per 14 centímetres. És escrit en castellà. El veritable promotor fou Teodor Creus i Corominas. Sembla que la seva primera intenció era escriure-la ell mateix, però davant la impossibilitat de dedicar-s'hi, per la seva professió d'advocat i per l'ocupació política, animà a Garí a fer-ho, amb la promesa de publicar-la a la impremta familiar. En el llibre es descriuen diversos fets del passat relacionats amb la fundació dels nuclis urbans de la Geltrú, de Cubelles i de la Vilanova, sobretot d'aquest última, amb els successius documents i concessió de drets jurídics que donaren lloc a l'evolució de la vila des del segle xii. En uns capítols descriu la realitat física en diversos moments., i després dedica una gran part a la descripció dels temples parroquials, dels convents, de les ermites, les confraries, congregacions i organitzacions de pietat, les festes religioses, etc. En canvi, no tracta dels fets polítics del segle xix, com les guerres carlines o l'exclaustració. En els apèndixs fa la crònica de fets coetanis, com l'establiment del jutjat de primera instància i la inauguració de les aigües potables. És el primer llibre d'història de Vilanova, però a més és un dels primers de Catalunya del gènere d'història local, que s'inicià a mitjan segle xix. Les obres més antigues d'aquest gènere són les d'Andreu de Bofarull i de Brocà, Anales històricos de Reus (1845), Poblet (1848) i Guía de Reus (1856), poc anteriors a la de Garí, aspecte que situa Vilanova com a capdavantera.
L'obra fou reeditada el 1963 a càrrec de Joan Rius Vila, quan era exhaurida i molt difícil de trobar. D'aquesta segona edició se'n van fer només set-cents deu exemplars, tirats totalment a mà per l'artista i artesà Ricard Vives Sabaté. Un mèrit de l'edició són els índexs alfabètics que la complementen, molt útils per a la consulta. Els primers anys va tenir poca sortida, però també s'exhaurí. Això impulsà a fer-ne una tercera edició, en facsímil de la primera, l'any 1996, a càrrec de l'editorial "El cep i la nansa".

## Obres
- Nuevo viaje a Jerusalén (1845)
- Directorium pro officio recitando (Barcelona, 1854 i següents)
- Descripción e historia de la villa de Villanueva y Geltrú desde su fundación hasta nuestros días (1860)
- Cuadro o Estampa de Nuestra Senyora de la Merced y de los santos y venerables más distinguidos de la Orden (València, 1868)
- Cathalogus chronologicus magistrorum generalium caelestis ac regalis Ordinis B. M. V. De Mercede redemtionis captivorum (València, 1870)
- Martirologium Sanctorum Ordinis B. M. V. De Mercede redemtponis captivorum (Roma, 1871)
- Historia de las Redenciones de cautivos cristianos por la Orden de la Merced con un catlálogo de los mártires de la misma (Barcelona, 1873)
- Biblioteca mercedaria, o sea escritores de la Celeste, Real y Militar Orden de la Merced (Barcelona, 1875)